# Каплиця Домагаличів

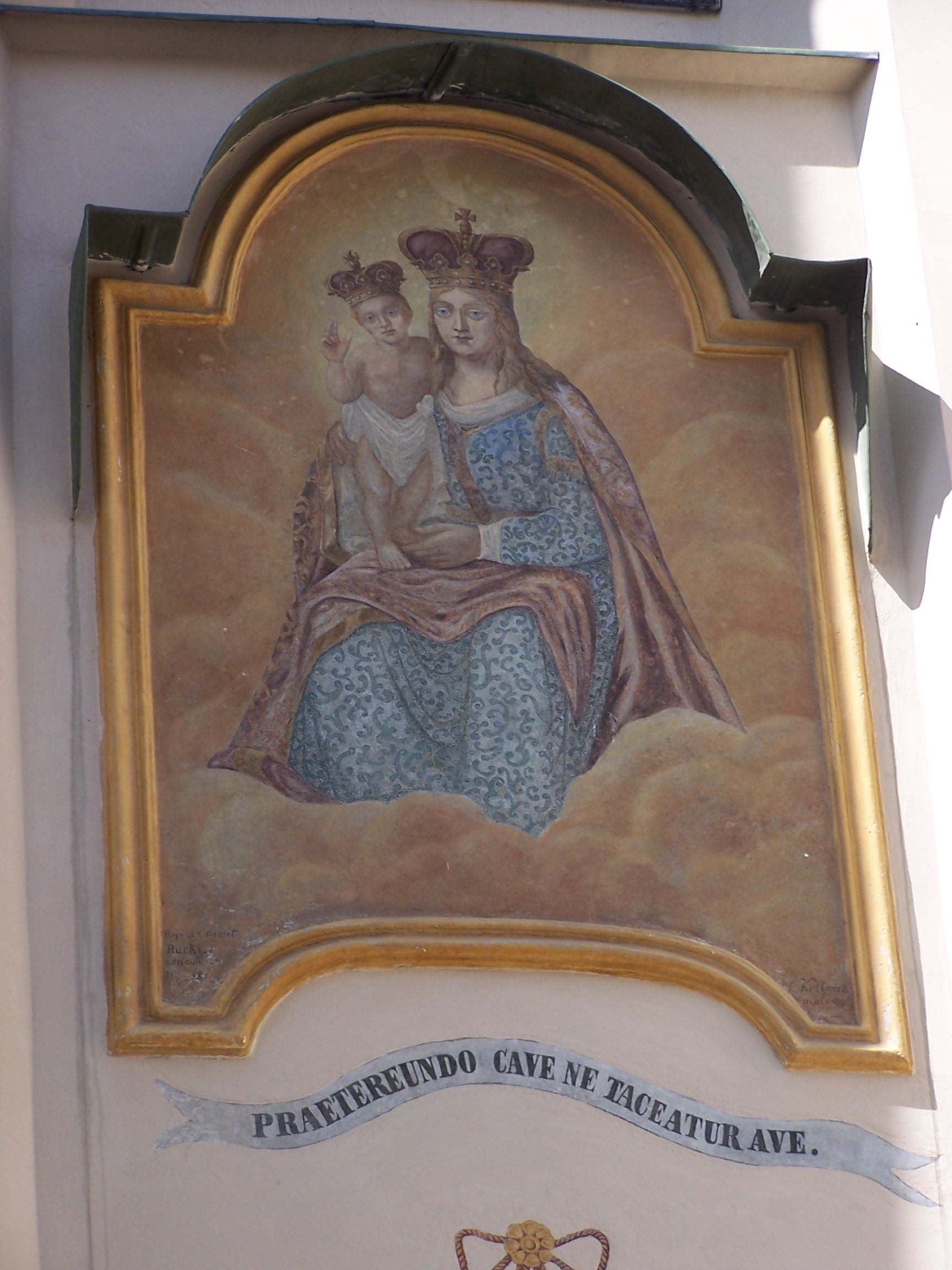
Фреска образу Найласкавішої Матері Божої

Каплиця Домагаличів (пол. Kaplica Domagaliczów) — втрачена молитовна будівля Львова. Назву отримала від прізвища своїх фундаторів — львівських міщан Домагаличів.

## Відомості
Збудована 1644 року. Зруйнована за наполяганням львівського латинського архиєпископа Вацлава Героніма Сєраковського 1765 року під час перебудови Латинської катедри міста всупереч бажанню міщан після тривалих суперечок, розгляду справи в судах Львова, скарги міщан до Папи римського. Львівське міщанство дорожило каплицею через перебування тут більше 100 років католицької чудотворної ікони Матері Божої Ласкавої. Від каплиці залишили тільки ікону Богородиці на зовнішній стіні презбітерію та фресковий портрет її фундатора Яна Домагалича — сина купця Войтіха (Альберта), які донині можна бачити з боку вулиці Галицької. 1 квітня 1656 року у каплиці Домаґаличів перед цим образом складав обітниці — «Львівські шлюби» — за оборону Польщі від нападу шведів король Ян II Казимир.

Один із львівських хроністів писав:

|  | Було то для старого Львова місце святіше святого. Заповнена молитвами і співом, вдень і вночі освітлена, оточена стоячими навколішки людьми, була ця каплиця ніби серцем Львова, потіхою у його смутках і охороною в нещастях. |